# 18243 Gunn
18243 Gunn (2272 T-2) là một tiểu hành tinh vành đai chính.